# Centuri, Haute-Corse
Centuri là một xã ở Haute-Corse trên đảo Corse, Pháp. Xã này có diện tích 8,3 km², dân số năm 1999 là 229 người. Khu vực này có độ cao trung bình 150 mét trên mực nước biển.